# Vänkäläisensaari
Vänkäläisensaari är en ö i Finland. Den ligger i sjön Pihlajavesi och i kommunen Sulkava i den ekonomiska regionen  Nyslotts ekonomiska region  och landskapet Södra Savolax, i den sydöstra delen av landet, 260 km nordost om huvudstaden Helsingfors. Öns area är 2,47 kvadratkilometer och dess största längd är 2,6 kilometer i sydväst-nordöstlig riktning.